# Lex Visigothorum
De Lex Visigothorum (Latijn: Forum Iudicum of Liber Iudiciorum, Spaans: Libro de los Juiscios) is een verzameling wetteksten samengesteld door de Visigotische koning Chindasuinth (563-653) en verfijnd door zijn zoon Recceswinth (gestorven 672).

## Achtergrond
De Westgoten of Visigoten mochten zich in de 5e eeuw vestigen in de Romeinse provincie Aquitanië. Tolosa (Toulouse) was hun eerste hoofdstad. In de loop der jaren konden ze door het verval van het Romeins centraal bestuur hun gebied uitbreiden in het noorden tot de Loire en in het zuiden over grote delen van Spanje. Tijdens de regering van Clovis I, koning der Franken, veroverden de Franken de gebieden ten noorden van de Pyreneeën en de Visigoten trokken zich terug ten zuiden van de Pyreneeën. Daar zou hun koninkrijk stand houden tot 711, het jaar waarin ze onder de voet gelopen werden door de Moren.
Tijdens hun invallen, plundertochten en tijdelijke vestigingen in het Romeinse Rijk was hun recht gebaseerd op het gewoonterecht en mondelinge overlevering. Ze namen hun principes en wetten zo mee naar waar ze trokken, ook daar waar andere wetten van toepassing waren. Met hun permanente vestiging in het Romeinse Rijk kwam daar geleidelijk aan verandering in. Het Romeinse recht werd, daar waar nuttig of daar waar nog geen Visigotische rechtsregels voor waren, een onderdeel van hun samenleving. 

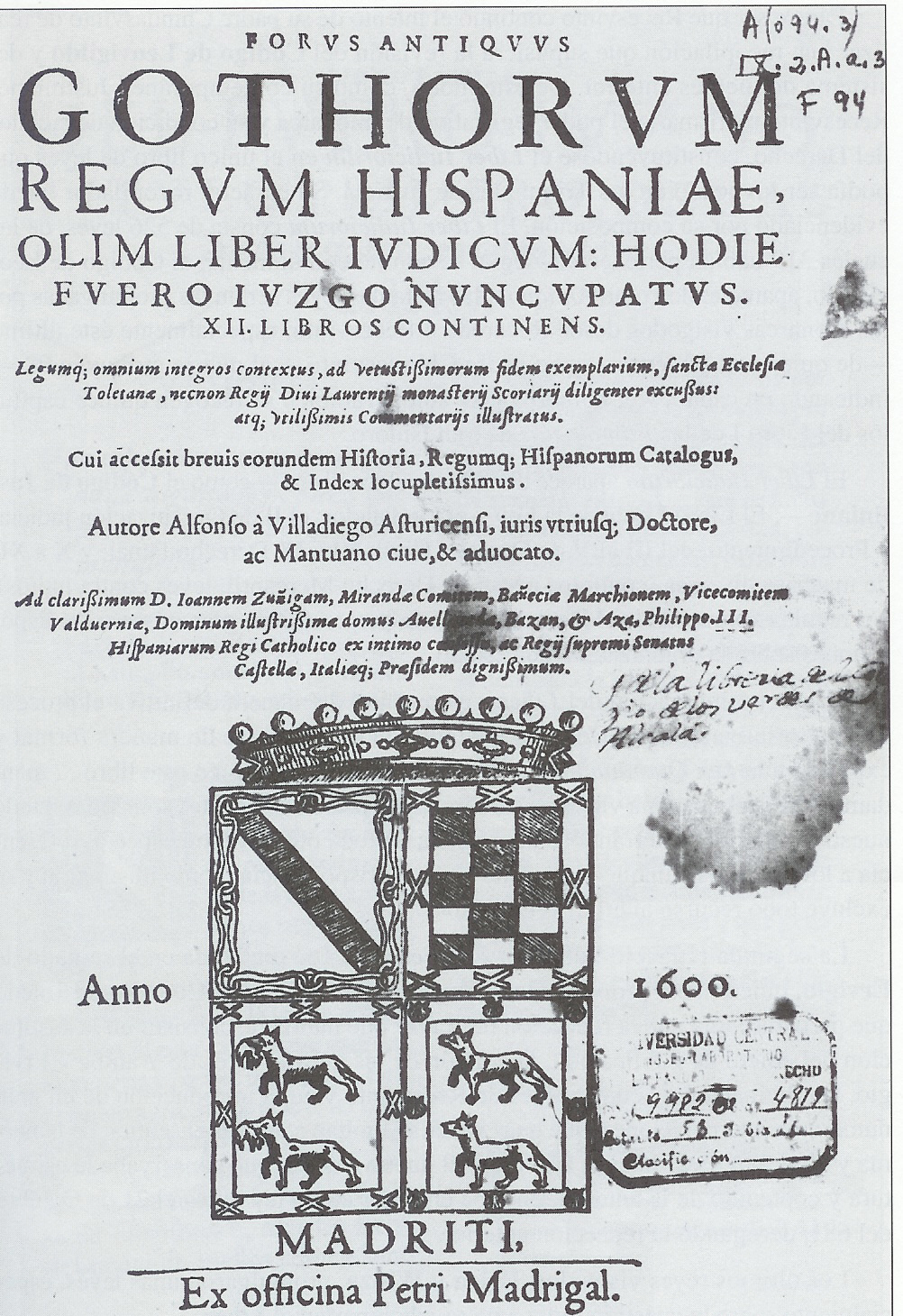
Voorblad van het 'Liber Iudicorum', kopie uit 1600

De Visigoten beleden het Arianisme, maar vanaf 506 wijzigde de koers richting het katholicisme met het concilie van Agde. Dit concilie wordt later opgevolgd door de concilies van Toledo. Koning Alaric II stelt tegelijk de Breviarium Alaricianum (of Lex Romana Visigothorum) op, gebaseerd op de Codex Theodosianus, dat bijna 150 jaar lang de basis vormde voor het recht voor de Romeinse bevolking. De Goten gebruikten als rechtsbasis de Codex van Leovigild of Codex Revisus, een schriftelijke neerslag van het gewoonte en mondelinge recht.

## De Lex Visigothorum
Chidasuinth stelde tijdens zijn bewind vanuit die beide, aangevuld met de besluiten van de katholieke concilies van Toledo en besluiten van voorgangers, de Lex Visigothorum op. Zijn zoon en opvolger Recceswinth verfijnde de tekst tijdens zijn regering. De wetteksten maakten een einde aan de tweedeling van rechtspraak tussen de Romeinse en de Gotisch bevolking. Iedereen werd gelijk voor de wet. De wettekst is uitzonderlijk in zijn soort omwille van de verregaande samenvloeiing van Germaans en Romeins recht, in tegenstelling tot bv. de Salische Wet. Net zoals Romeinse wetteksten was het verdeeld in twaalf boeken, onderverdeeld in titels en hoofdstukken. Het is geschreven in Kerklatijn en verschilt sterk van het Latijn van Tacitus of Cicero. Het wordt gekenmerkt door een, voor die tijd, uitzonderlijke menselijkheid waarbij geldstraffen werden uitgesproken in functie van iemands vermogen. De strenge en bijwijlen wrede straffen van de XII Tafelen en het burgerlijk Romeins recht werden aanzienlijk verzacht in de tekst.
Toch heeft de tekst een theocratische ondertoon. De katholieke kerk werd in de loop van de 6e en 7e eeuw de belangrijkste stroming binnen het christendom in Spanje. De koningen, ooit verkozen als primus inter pares, werden uitvoerders van de goddelijke wil. Minderheidsgroepen, in het bijzonder de joden, werden sterk benadeeld.
De codex werd na de inval van de Moren bewaard, omdat de Christenen hun eigen wetten mochten behouden zolang ze niet in conflict waren met de islamitische wetten. Toen Ferdinand III van Castilië Córdoba veroverde in de dertiende eeuw gebruikt hij de tekst als basis voor zijn eigen codex; de Fuero Juzgo. Het document werd vertaald in het Catalaans en is een van de oudste documenten in deze taal.